# Sveigðir
Sveigðir, Sveigder o Swegde (n. 277) (nórdico antiguo: El que ondea) fue un rey vikingo semilegendario de Suecia de la Casa de Yngling.
Hijo y sucesor de Fjölnir, casó con Vana de Vanaheimr, probablemente un miembro de los mitológicos Vanir. Engañado y atraído por un enano, Sveigðir desapareció en el interior de una roca y nunca regresó. Le sucedió su hijo Vanlandi. Su figura protohistórica aparece en la saga Ynglinga, Ynglingatal e Historia Norwegiæ.
Íslendingabók cita una línea de descendencia en Ynglingatal y menciona a Svegðir como sucesor de Fjölnir y predecesor de Vanlandi: iiii Fjölnir. sá er dó at Friðfróða. v Svegðir. vi Vanlandi.